# 10 미니츠 곤
《10 미니츠 곤》(영어: 10 Minutes Gone)은 2019년에 개봉한 미국의 영화이다.

## 캐스팅
주연
- 브루스 윌리스 : 렉스 역
- 마이클 치클리스 : 프랭크 역

조연
- 메도우 윌리엄스 : 클레어 역
- 카일 슈미드 : 그리핀 역
- 텍사스 배틀 : 리처드 역

## 기타
- 기획 : 몽고메리 블렌코, 리 브로다 외
- 수입사 : (주)풍경소리